# Greenwoodochromis
Greenwoodochromis és un gènere de peixos pertanyent a la família dels cíclids.

## Distribució geogràfica
Es troba a l'Àfrica oriental.

## Taxonomia
- Greenwoodochromis bellcrossi (Poll, 1976)[3]
- Greenwoodochromis christyi (Trewavas, 1953)[4][5][6][7][8][9][10]